# Calumet (Michigan)
Calumet è un villaggio degli Stati Uniti d'America, situato nello Stato del Michigan, nella contea di Houghton.

## Storia
Il villaggio fu fondato nel 1864 con il nome di "Red Jacket", dal nome di un capo nativo americano della tribù Seneca. Fino al 1895 il nome "Calumet" era usato dalla vicina cittadina di Laurium. Il toponimo Calumet fu adottato ufficialmente solo nel 1929.
Red Jacket crebbe grazie alle miniere di rame della zona. Fu incorporata come città nel 1867. Le miniere di rame erano particolarmente ricche; la Calumet and Hecla Mining Company, con sede a Boston, estrasse più della metà del rame degli Stati Uniti dal 1871 al 1880. Oltre all'estrazione e alla fusione del rame, la regione ha sostenuto anche l'industria lattiero-casearia e l'allevamento di autocarri. Le numerose opportunità lavorative, principalmente legate al settore minerario, attirarono nell'area numerosi immigrati, in maggioranza finlandesi, polacchi, croati, sloveni e italiani.
Nel 1913 i minatori scesero in un lungo sciopero e la popolazione iniziò a diminuire. Nello stesso anno, la città fu teatro del disastro dell'Italian Hall. Centinaia di minatori in sciopero si erano riuniti con le loro famiglie la vigilia di Natale per una festa nella sede della locale Società Italiana di Mutua Beneficenza. Improvvisamente qualcuno gridò "al fuoco". L'allarme scatenò il panico tra i presenti e centinaia di personoe finirono schiacciate nella scalinata mentre cercavano di raggiungere la porta. Si contarono settantatré vittime, la maggior parte bambini. L'identità delle persone che hanno dato inizio alla fuga precipitosa non è mai stata determinata. La canzone del cantante folk Woody Guthrie, "1913 Massacre", è basata su questo evento.
La perdita della domanda in tempo di guerra fece diminuire il prezzo del rame nel primo dopoguerra. Di conseguenza migliaia di persone lasciarono Red Jacket negli anni '20. Molti si trasferirono a Detroit, dove l'industria automobilistica era in piena espansione.
Durante la Grande depressione quasi tutte le miniere furono chiuse. Di conseguenza, molti minatori con le loro famiglie hanno abbandonato la cittadina per trovare altrove lavoro.